# قمشه (روستا)
قمشه روستایی از توابع بخش مرکزی شهرستان کرمانشاه استان کرمانشاه ایران محسوب می‌شود.

## جمعیت
این روستا از توابع دهستان دورود فرامان است و براساس سرشماری مرکز آمار ایران در سال ۱۳۹۰، جمعیت آن ۴۶۶ نفر (۱۱۲ خانوار) بوده است.